# 山村聡 (内科医)
山村 聡（やまむら そう、1986年4月3日 - ）は、日本の内科医、YouTuber、ヘルスケアアドバイザー。やさしい内科クリニック院長、ドクターメイト株式会社メディカルアドバイザー。「やさしい内科医」として多数のメディア、記事監修を担当。専門は、糖尿病、内分泌疾患、AGA治療（男性型脱毛症）。九州大学医学部卒業。

## 略歴

### 幼少期～中高
公務員の父と専業主婦の母のあいだに熊本県で生まれる。幼少期を鹿児島県の山間部、霧島市の温泉地帯で過ごす。妹の出生時には熊本県の祖母宅に預けられ、3つ下の妹が誕生。父の転勤で大分県の田舎町へ引越す。小学6年の担任のすすめで中学受験、鹿児島大学の附属中学に入学。その後ラ・サール高校に入学した。

### 浪人・学生
センター試験で失敗し浪人する。せっかくだから東京大学医学部を目指そうと上京、当時最も理科三類合格者が多かった駿台予備学校市谷校舎に入校、東京大学は不合格であったが、九州大学医学部に合格。予備校時代の講師の影響で、医学部講義の傍らラテン語、ギリシャ語、サンスクリット語などの古典言語を修養、また文学部生に交ざりフランス語、ドイツ語、スペイン語、中国語、タイ語、インドネシア語の単位も取得した。医学部4年生の頃より基礎研究に興味が湧き、研究室での実験に従事するようになる。横溝岳彦の指導で「生化学実践問題」の翻訳に従事、中山敬一に師事し、ユビキチンリガーゼの新規基質の探索を行った。

### 大学院〜糖尿病内科医
2012年に医学部卒業後は基礎研究者の道を志すも、体調を崩し大学院中退、2014年に高木病院（福岡県大川市）で研修医となる。結婚後、2016年に昭和大学病院糖尿病内科に入局、糖尿病をはじめとする生活習慣病、内分泌疾患の診療に従事する。またこの時期に自身のブログを開設。現在は内科での診療領域を広げ、AGA治療にも従事している医師である。

### 事業参画〜フリーランス
医師としての勤務の傍ら、医療以外への視野を広げるため、勝間塾（勝間和代代表）、ものくろキャンプ（大東信仁代表）、B塾（立花岳志代表）などに参加。個人ブログ「糖尿病（仮）」を開設する。2017年、友人とドクターメイト株式会社（介護医療オンライン連携サービス）に参画。大学医局を退局後、フリーランスの内科医へ。

### 2018年以降
2018年（平成30年）YouTubeチャンネル「やさしい内科医のY's TV」を開設（現在の登録者数8万人以上）。
2019年（令和元年）銀座の美容皮膚科クリニックより、内科を併設したいと打診を受け、Clinic Le Ginza（銀座有楽町内科）を増設、院長に就任。
2024年（令和6年）やさしい内科クリニックの院長に就任。糖尿病外来を中心にAGA治療や甲状腺・内分泌外来、一般内科外来を手掛ける。

## 所属
- 日本内科学会 （認定内科医）
- 日本糖尿病学会
- 日本内分泌学会
- 日本甲状腺学会
- 日本化学療法学会 （認定医）
- 日本旅行医学会 （認定医）[3]

## 人物・エピソード
- 中学時代、陸上部に入り、全国大会に出場を果たした[1]。
- 大学ではワンダーフォーゲル部に入部し、毎夏日本アルプスを縦走した[1]。
- 趣味は食事とお酒[4]。
- 自身を血糖値マニアとしていて、みずから24時間血糖値を計測しSNSで発信している[4]。

## 監修

### メディア
- 『ザ!世界仰天ニュース」（日本テレビ）
- 『水曜日のダウンタウン』（TBS）
- 『アシガル屋の「あしものがたり」』（ラジオ放送局ゆめのたね）
- 『ポルポ』（テレビ朝日）（2020年2月15日放送）[5]
- 『江戸の健康革命』（NHK BSプレミアム）（ 2020年3月26日放送）[6]
- 『Dr.山村の診療余録』（WEBメディアcitrus）[7]

### 雑誌
- 『わかさ 2020年10月号』（わかさ出版）